# Бло Кастелло
Блo Кастелло (дат. Blå Castello) — голубой сыр из коровьего молока, созданный в 1960-х годах в Дании компанией по производству сыров «Tholstrup» (основана в 1893). Корочка (часто с добавлением различных специй), которая смывается после окончания цикла выдержки, придаёт сыру легкий пряный привкус. Блo Кастелло обладает мягкой эластичной консистенцией, подобной Бри.
«Blå» в переводе с датского языка обозначает «голубой» или «синий». В линии сыров Кастелло также есть чёрный и белый сорта.